# Siriella dollfusi
Siriella dollfusi är en kräftdjursart som beskrevs av Nouvel 1944. Siriella dollfusi ingår i släktet Siriella och familjen Mysidae. Inga underarter finns listade i Catalogue of Life.